# MeSH
Medical Subject Headings (скр. MeSH) је тзв. контролисани речник за индексирање књига и чланака из медицине и других природних наука, а може да се користи и као тезаурус који олакшава претраживање информација. Ради под покровитељством америчке Националне медицинске библиотеке (енгл. National Library of Medicine), 
а користи га углавном MEDLINE, водећа светска библиографска база из области биомедицинских наука, која је бесплатно доступна на интернету и може се претраживати преко сајта PubMed.
До 2007. године су излазила и годишња штампана издања, а данас је MeSH доступан само преко интернета. Иако је изворно на енглеском, MeSH је доступан и на другим језицима (немачком, италијанском итд.) и садржи документе на различитим језицима.